# Parafia Nawiedzenia Najświętszej Maryi Panny w Miedniewicach
Parafia Nawiedzenia Najświętszej Maryi Panny w Miedniewicach – parafia rzymskokatolicka należąca do dekanatu Wiskitki diecezji łowickiej. Erygowana w 1919, mieści się pod numerem 90. Duszpasterstwo w niej prowadzą ojcowie Franciszkanie Konwentualni. Proboszczem jest o. Remigiusz Trocki OFMConv.

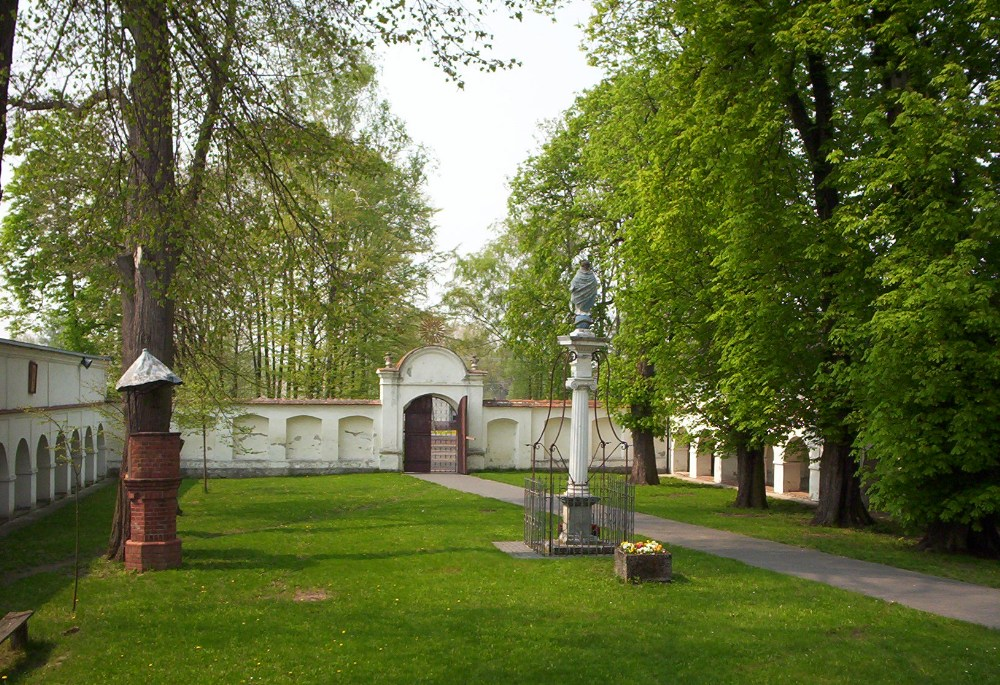
Plac przed kościołem w Miedniewicach

Do parafii należą następujące wioski: Antoniew, Babskie Budy, Hipolitów, Kamionka, Miedniewice, Nowa Wieś, Popielarnia, Prościeniec, Smolarnia oraz Wola Miedniewska.